# Eginald Schlattner
Eginald Norbert Schlattner (n. 13 septembrie 1933, Arad, România) este un scriitor de limbă germană din România. Este pastor luteran în satul Roșia, județul Sibiu.

## Biografie
Eginald Norbert Schlattner s-a născut la data de 13 septembrie 1933 în orașul Arad. Nu a învățat limba română în casa părintească. A copilărit și și-a petrecut tinerețea în orașul Făgăraș, pe atunci reședința județului Făgăraș, printre etnii diferite: români, maghiari, germani, evrei, armeni și țigani. A studiat la școlile de limbă germană din Sibiu, Făgăraș și Brașov.
După 23 august 1944, când România a întors armele împotriva Germaniei, toți etnicii germani din Regatul României sunt declarați colaboratori ai lui Hitler. Tatăl lui, Felix Schlattner, a fost deportat în Uniunea Sovietică, la muncă silnică. În primăvara anului 1945, sașii și șvabii (populații de etnie germană) sunt expropriați. Nici familia lui Schlattner nu e cruțată de necazuri, fiind azvârliți în stradă într-o noapte de noiembrie 1948. 
În perioada 1952-1953 a studiat timp de două semestre, la Institutul de Teologie Evanghelică la Cluj, după care a fost exmatriculat. El a declarat că în acei ani, era ateu convins, fiind adept al lecturilor lui Arthur Schopenhauer și Friedrich Nietzsche. A studiat timp de un semestru matematica și apoi, timp de 5 ani, în perioada 1952-1957, a studiat hidraulica.
În anul 1957, înainte de a-și susține examenul de stat, a fost arestat din motive politice. A fost deținut sub stare de anchetă timp de 20 de luni, iar în această perioadă a fost torturat fizic și psihic. Pentru a-l face să colaboreze cu autoritățile comuniste, a fost maltratat prin aplicarea tacticilor de bătaie și înfometare. Eginald Schlattner decide să colaboreze cu anchetatorii, declarând ulterior: „A fost o decizie la limită, după luni de rezistență, pentru care îmi asum răspunderea”. 
A fost martorul principal al acuzării în Procesul scriitorilor germani, terminat la 15 septembrie 1959 la Brașov (pe vremea aceea "Orașul Stalin"), care a avut ca rezultat condamnarea (la un total de 95 de ani de muncă silnică, confiscarea averilor și interdicția exercitării unor drepturi civile) grupului Andreas Birkner, Wolf von Aichelburg, Georg Scherg, Hans Bergel și Harald Siegmund, pentru "infracțiunea de instigare împotriva ordinii sociale și agitație". Potrivit sentinței nr. 342, semnate de maiorul Dragoș Cojocaru, cei cinci scriitori ar fi redactat lucrări ce nu corespundeau cerințelor ideologice, lucrări cu caracter dușmănos și mistic, cu conținut apolitic și mesaj cu sens dublu. Este condamnat în noiembrie 1959 pentru "tăinuirea delictului de înaltă trădare" la doi ani închisoare corecțională cu interdicție civilă și confiscarea averii în întregime, pedeapsă care a fost compensată cu perioada de arest preventiv. Fratele său mai tânăr, Kurt Felix Schlattner, fusese deja arestat pentru nedenunț. 
După ce a emigrat în Germania, referindu-se la proces, Hans Bergel a relatat că Schlattner "a declarat la interogatorii și lucruri despre care Securitatea nici nu întrebase".
După ieșirea din închisoare, autoritățile comuniste i-au oferit lui Eginald Schlattner oportunitatea de a pleca în Germania. „Toți foștii deținuți politici au primit imediat pașaportul, pentru că regimul de atunci era mulțumit să scape de ei. Atunci, mie o voce interioară – n-am știut că era vocea lui Dumnezeu – mi-a spus: Nu pleca!“, declara el mai târziu.
Eginald Schlattner a lucrat mai întâi ca muncitor zilier la Fabrica de Cărămidă din Făgăraș, iar apoi ca tehnician în construcții rurale la Ferma de Stat Berzovia și pe urmă la construcția căii ferate Deva-Brad. S-a căsătorit cu Susana Dorothea Ohnweiler, o sibiancă în vârstă de 18 ani, iar în anul 1967 s-a născut Sabine Maya, singurul copil al familiei Schlattner (care trăiește acum la München). 
Este angajat apoi la Uzinele Mârșa ca desenator tehnic. În anul 1969 i s-a îngăduit în cele din urmă să-și susțină examenul de stat în domeniul hidrologiei, la peste un deceniu după colegii lui, devenind astfel inginer. A lucrat apoi ca inginer hidrolog doar până în 1973, fiind pe rând șef de șantier, inginer coordonator la Investiții și inginer hidrolog la uzină.
În același an, deși fusese reintegrat în societate și avea o situație materială bună, Eginald Schlattner a reluat studiile teologice. După absolvirea acestora, din anul 1978, a fost până la pensionare pastor luteran în satul Roșia din județul Sibiu. Credincioșii parohiei sale s-au împuținat an de an, emigrând în Germania, însă pastorul Schlattner a rămas la Roșia. De asemenea, a lucrat ca pastor în Penitenciarul Gherla (din 1992). 
Chiar și după pensionare a continuat să lucreze ca pastor în penitenciar și la Roșia, unde între timp nu mai există comunitatea săsească. Din 1991 este și preot misionar pentru penitenciarele din toată țara, având grijă nu numai de enoriașii evanghelici sași, ci și de femeile deținute și de cetățeni din Germania închiși în România.
În ianuarie 2002 Eginald Schlattner a fost numit „Ambasador cultural al României“.

## Activitatea literară
Eginald Schlattner a început să scrie în anul 1990, după ce tăcuse vreme de patruzeci de ani. El își descoperise vocația literară povestind puținilor săi enoriași despre tradiția sărbătorilor în comunitatea săsească din Făgărașul interbelic, “povestit” și în scrisorile către familia sa din Germania. Eginald Schlattner a publicat trei cărți în limba germană, care au caracter autobiografic și tratează viața populației germane din Transilvania, și în parte din Banat, între anii 1943-1960.  
Debutează ca scriitor în anul 1998 cu primul său roman Der geköpfte Hahn (Cocoșul decapitat), publicat în Austria, la Editura Paul Zsolnay din Viena, și distribuit în întregul spațiu germanofon. Cartea a avut un succes considerabil, fiind reeditată de mai multe ori și tradusă în opt limbi, iar ulterior a fost adaptată pentru cinematografie. Filmul Cocoșul decapitat a apărut pe marile ecrane în anul 2007, în cadrul manifestărilor organizate în orașul Sibiu, Capitala culturală europeană a anului 2007. Filmările s-au făcut la Sibiu, sub conducerea regizorului Radu Gabrea, filmul fiind o coproducție româno-germano-austriaco-ungară, cu finanțare din partea Centrului Național al Cinematografiei și a Societății Române de Televiziune, iar din străinătate de la Fondul EURIMAGES al Consiliului Europei.   
Acțiunea romanului se petrece într-o singură zi, 23 august 1944, la Făgăraș, în casa povestitorului (care avea pe atunci 15 ani), care dă o petrecere de terminare a gimnaziului, pentru colegii lui, fete și băieți de etnii diferite. În perioada în care își așteaptă musafirii, băiatul se lasă în voia gândurilor și amintirilor despre membrii familiei sale, despre vecini și cunoștințe, evocând tradițiile comunității, dar și întâmplări din anii războiului aflat pe sfârșite, când printre cei apropiați se află atât pro-naziști, cât și oameni care își demonstrau solidaritatea cu victimele fanatismului rasist. 
În al doilea roman al său, Rote Handschuhe (Mănușile roșii) (2000), Schlattner descrie cu ton critic rolul său și trădarea la procesul politic de la Brașov, intentat unor scriitori transilvăneni la sfârșitul anilor '50. După publicarea romanului a existat un puternic ecou critic în mai multe publicații din Germania și rolul lui Schlattner a fost discutat într-un mod foarte controversat. 
Pe de o parte, Schlattner a fost, el însuși, deținut politic timp de doi ani. Pe de altă parte, s-a oferit ca martor al acuzării în acest proces înscenat. Pentru colaborare i s-a redus pedeapsa (fiind eliberat), pe când alți acuzați au suferit detenții timp de mulți ani (Wolf von Aichelburg, Hans Bergel). Unii critici i-au reproșat falsificarea istoriei în romanul său, declanșând o adevărată campanie împotriva scriitorului. "În cursul acestei campanii", se precizează într-un articol radiodifuzat , "s-a trecut cu vederea faptul că la proces au mai existat și alți martori și că piesa principală a procuraturii fusese o expertiză literară realizată de un grup de specialiști. În câteva articole, Schlattner fusese calificat drept un filozof al trădării și acuzat că ar fi fost un colaborator al Securității. Schlattner a respins toate aceste acuzații drept nefondate.
O dovadă în acest sens sunt și documentele din arhiva fostei Securități din care rezultă că Eginald Schlattner nu a fost un colaborator, ci un obiectiv permanent al poliției politice din România, fiind supravegheat până la prăbușirea regimului, în anul 1989."
Cartea „Mănușile roșii” reprezintă un comentariu plin de profunzime, și poate de aceea atât de controversat, al ororilor ultimului veac, comentariu sumbru, luminat totuși pe alocuri de cerul senin al unei vesele povești de dragoste și nuanțat de o grotească morală și de un ton pe cât de umoristic, pe atât de nostalgic și de pios.
În a treia carte a sa, Das Klavier im Nebel (Pianul din ceață), Schlattner ne povestește viața lui Clemens, fiul unui fabricant de cartoane sas din Sighișoara (Schäßburg), care a pierdut totul după al doilea război mondial, când familia sa a fost declarată burgheză și fabrica a fost naționalizată. Tatăl zace în închisoare, mama este dispărută, iar tânărul Clemens lucrează într-o fabrică de porțelan și urmează școala la seral. Când o întâlnește pe românca Rodica, dragostea înlătură toate barierele. Reușește să se desprindă din educația săsească sau tradițiile vor învinge sentimentele?
Acoperind perioada 1948 - 1951, acest roman completează trilogia, situându-se, în timp, între primele două romane.

## Atașamentul său față de România
Eginald Schlattner a afirmat că succesul cărților sale se datorează faptului că el continuă să trăiască în România:
„Aceste cărți nu le-aș fi putut scrie în Germania. Știți de ce? Un emigrant a terminat cu trecutul lui. El trăiește numai din amintiri, nu mai are o relație cu prezentul țării pe care a părăsit-o. Aici sunt încă pomii de atunci, soarele ca și acum 50 de ani, sunetele, cuvintele oamenilor, românească, săsească, mirosul pământului... N-aș fi putut să scriu acest roman într-un bloc din München... Nu, n-aș fi putut. Ar fi devenit un roman de nostalgie. Kitsch... ”—Eginald Schlattner
Astfel, preotul Schlattner din Roșia a devenit celebru, dar continuă să locuiască în casa parohială veche, înconjurată de grădini și de parcul bisericii. Întrebat dacă nu se gândește să emigreze și el în Germania, a răspuns mândru și răspicat că, orice i-ar mai rezerva viața, "von hier rücke ich mich nicht" ("de aici nu mă clintesc"). 
„Acest lucru îl datorez patriei mele România, care mi-a permis sau – nu numai atât – m-a favorizat să rămân german. Aici mă știe bunul Dumnezeu după nume și aici mă știu oamenii de suflet. Din acest loc eu nu mă clintesc. Așa să m-ajute Dumnezeu. ”—Eginald Schlattner
Cu ocazia vizitei efectuate de către ministrul federal de Interne al Germaniei, Otto Schily, la biserica luterană din comuna Roșia (Rothberg), de lângă Sibiu, preotul Eginald Schlattner l-a întâmpinat pe înaltul oaspete cu următoarele cuvinte, care exprimă atașamentul său față de patria sa, România:
„Când în pădurile și mlaștinile unde astăzi se află Berlinul creștea pir și orăcăiau broaștele, aici, în Transilvania, se cânta nemțește și se rosteau rugăciuni latinești. Asta înseamnă vechimea săsească! Iar dacă astăzi vă pot saluta în limba noastră comună, germana, acest lucru îl datorez Patriei mele, România, care niciodată nu ne-a interzis limba maternă, nici chiar în acele nouă luni de zile, de la 23 august 1944 la 9 mai 1945, când Regatul român s-a aflat în război cu Reichul german. În septembrie 1944, fiecare copil de sas s-a dus la școala lui germană, unde se predau două ore de limba română ca limbă străină, începând cu clasa a III-a.”—Eginald Schlattner

## Distincții
- În 2004, Președintele Austriei i-a decernat Crucea de Onoare litteris et artibus, clasa I.[8]
- În 2021 a primit Crucea de merit în rang de cavaler a Ordinului de merit al Republicii Federale Germania[15]

## Ambasador cultural al României
În ianuarie 2002, în cadrul galei "Premiilor anuale ale diplomației române”, preotul sas Eginald Schlattner a fost numit „Ambasador cultural al României“, pe baza unei liste de zece argumente oficiale ale Ministerului de externe: 
1. Pentru că Eginald Schlattner este autorul unor romane cu o receptare internațională extraordinară – Der geköpfte Hahn (Cocoșul decapitat) și Rote Handschuhe (Mănușile roșii) – care nu uită niciodată să spună că datorează scrierea acestor cărți în limba germană patriei sale, România.
2. Pentru că Eginald Schlattner se autodefinește prin patru repere: cetățean al României, sas descinzând din sașii veniți și așezați la curbura Carpaților în urmă cu 850 de ani, preot luteran și scriitor de limbă germană.
3. Pentru că folosește un joc de cuvinte intraductibil în limba română – patria strămoșilor săi nu este și patria sa – ca să afirme că pentru el patria sa este aici, în inima României.
4. Pentru că mărturisește că marea sa realizare, dincolo de succesul romanelor sale, este condiția de preot în Ardeal, preot al comunității săsești în pragul stingerii dar și al închisorii de la Aiud, și dovedește că toate gratiile se pot da la o parte atunci când iubirea față de Dumnezeu începe cu iubirea față de semenii tăi.
5. Pentru că argumentează la orice întâlnire cu cititorii (și majoritatea întâlnirilor se petrec dincolo de granițele României în lungi turnee de săptămâni întregi) că în ultima jumătate de secol românii au cel puțin patru motive să fie mândri de felul în care au rezistat istoriei: în anii `40 când nu i-au deportat pe evrei în lagăre; în anii postbelici când nu le-au interzis germanilor limba, școala și biserica; în anii '50 când au opus rezistență anticomunistă în munți și în decembrie '89 când au ieșit în stradă.
6. Pentru că biografia sa ilustrează toate „nodurile” istoriei și puterea de a le dezlega, toate tragediile ideologiei, fragilitatea ființei și forța miraculoasă de a rezista: ca puțini alții, a trăit la extreme și a plătit pentru fiecare experiență, indiferent dacă și-a dorit-o sau a fost obligat să și-o asume; ca puțini alții este necruțător cu sine însuși iar romanele o probează din plin.
7. Pentru că demonstrează prin viață și scris că spațiul emblematic al secolului al XX-lea este închisoarea, în toate variantele ei (lagăr, celulă, domiciliu forțat) dar că știe să îi opună alt spațiu, biserica, în care stau în fața Domnului, alături, ca să fie binecuvântați, pușcăriaș și gardian, victimă și torționar; le adaugă universul ficțiunilor sale oferit ca patrie tuturor.
8. Pentru că Eginald Schlattner este mai cunoscut în străinătate decât la noi acasă și îi iubește pe români, înfățișându-ne în cărțile și în interviurile sale într-un fel care ne face să ne acceptăm pe noi înșine, cu demnitate, în fața tuturor.
9. Pentru că Eginald Schlattner este mărturia vie că România poate fi văzută și ca un loc miraculos de conviețuire și supraviețuire în secole a mai multor etnii în ciuda vremurilor potrivnice.
10. Pentru că a fixat pe hărțile imaginarului un loc numit Fogarasch (adică Făgărașul nostru) cum a făcut Marquez cu Macondo al său din Caraibe (cu care a și fost comparat) și Faulkner cu Yoknapatawpha, adică ne-a scos în universalitate, biruind toate barierele: lingvistice, etnice și culturale.

## Operă

### În limbile germană și română
- Der geköpfte Hahn (Cocoșul decapitat) - Editura Paul Zsolnay, Viena, 1998. 
  - Cocoșul decapitat,[17] cartea a fost tradusă în limba română și publicată la Editura Humanitas din București, în anul 2001;
  - Cocoșul decapitat, film realizat de Radu Gabrea în 2006;
- Rote Handschuhe (Mănușile roșii) - Editura Paul Zsolnay, Viena, 2000
  - Mănușile roșii,[18] cartea a fost tradusă în limba română și publicată la Editura Humanitas în anul 2003;
- Das Klavier im Nebel (Pianul din ceață) - Editura Paul Zsolnay, Viena, 2005;
  - Pianul din ceață,[19] traducerea în limba română a apărut la Editura Cartier din Chișinău, în noiembrie 2014;

### În limba germană
- Wasserzeichen - Editura Pop, Ludwigsburg, 2018[20]
- Drachenköpfe - Editura Pop, Ludwigsburg, 2021[21]
- Brunnentore - Editura Pop, Ludwigsburg, 2023[22]

### Opere critice referitoare la Eginald Schlattner
- Odem. Kritische Edition. Herausgegeben von Michaela Nowotnick. Schiller Verlag Hermannstadt-Bonn 2012. ISBN 978-3-941271-73-9.
- Mein Nachbar, der König. Verlassene Geschichten. Herausgegeben von Michaela Nowotnick. Schiller Verlag, Hermannstadt-Bonn 2012, ISBN 978-3-941271-42-5.

### Traduceri ale operelor sale (în alte limbi)
- Fejvesztett kakas (Cocoșul decapitat) Editura Koinonia, Cluj-Napoca, 2006.
- Guantes rojos (Mănuși roșii) tradusă în spaniolă de Roberto Bravo de la Varga, Editura Acantilado, Spania, 2011 - ISBN 13: 9788415277170

## Prezent în antologii
A fost inclus în antologia bilingvă Scriitori germani din România de după 1945, apărută în 2012 la Editura Curtea Veche.

## Filmografie

### Cocoșul decapitat
Pornind de la romanul Cocoșul decapitat regizorul Radu Gabrea, Wolfgang J. Ruf și Bernd Koss au alcătuit un scenariu de film. Filmul a fost turnat sub regia lui Radu Gabrea având în distribuție actori români și străini. În rolurile principale au fost distribuiți David Zimmerschied (Germania), Alicja Bachleda-Curus (Polonia), Ioana Iacob și Axel Moustache (pe numele adevărat Alexander Tudor Mustață) din România. Filmările s-au făcut la Sibiu, Mediaș și Agnita, recompunând atmosfera anilor 1940. 
Pentru filmul Cocoșul decapitat, regizorul Radu Gabrea a primit un premiu special la Festivalul Internațional de Film Transilvania (TIFF) în 2007, unde filmul a fost proiectat în premieră. O mențiune specială a juriului a fost acordată acestui film la Festivalul Internațional de Film Saturno – Roma. Filmul Cocoșul decapitat a mai fost prezentat și la Festivalul Internațional de Film Evreiesc de la Ierusalim (decembrie 2007), la Festivalul Internațional de Film Cairo (decembrie 2007), Festivalul Internațional de Film Romantic de la Mons, Belgia (februarie 2008), la Ziua Filmului Românesc de la Montreal (octombrie 2007) și la Festivalul Internațional de Film de la Tiburon - California (martie 2008).

### Mănuși roșii
Folosind romanul Mănușile roșii ca bază pentru libret, tot regizorul Radu Gabrea a realizat și filmul Mănuși roșii, în care a distribuit actorii Alexandru Mihăescu, Andi Vasluianu, Udo Schenk, Marcel Iureș, Mircea Rusu, Victoria Cociaș-Șerban, Dan Aștilean, Ion Grosu și Ioana Iacob. Filmul prezintă ancheta la care a fost supus tânărul student sas, Felix Goldschmidt, victimă a campaniei masive de arestări dezlănțuită de Securitatea română în anii ce au urmat revoluției din 1956 din Ungaria. Filmul a avut premiera la 5 mai 2011, la Cinema Patria din București.